# La terra del ritorno
La terra del ritorno, conosciuta all'estero anche con il titolo Lives of the Saints, è una miniserie televisiva italo-canadese del 2004 diretta da Jerry Ciccoritti e tratta dalla trilogia romanzesca di Nino Ricci.

## Trama
Italia meridionale, anni Cinquanta. La turbolenta infanzia di Vito, è segnata dall'amore per la madre Cristina, e dall'assenza del padre Mario emigrato in Canada. Il piccolo Vito subisce anche l'influenza della zia Teresa che è la maestra del paese e la guida morale del ragazzo. Teresa, che è vedova, è diventata il collante della famiglia mentre Cristina, la madre di Vito, è una donna indipendente, impetuosa e dotata di una volontà di ferro. Quando Cristina viene morsa da un serpente velenoso, cominciano a girare strane voci e quando la sua gravidanza si fa palese, maldicenze, disprezzo e antichi tabù dei compaesani la convincono a lasciare l'Italia per il Canada, alla ricerca di una vita migliore. Un'improvvisa tragedia stravolge la vita di Vito: mentre sono a bordo della nave diretta in Canada, Cristina muore dando alla luce Rita, la sorellina di Vito. Con la morte della madre, Vito diventa l'angelo custode della sorella neonata. I due bambini arrivano a casa di Mario, il quale mal sopporta la bambina, frutto dell'infedeltà della moglie. Quando Rita comincia a frequentare la scuola elementare, fa amicizia con Elena Amherst, che viene da una famiglia protestante della media borghesia e trascorre molto tempo a casa sua. A questo punto, per Vito, l'unico conforto è la zia Teresa, giunta dall'Italia per mandare avanti la casa. Quando Rita compie otto anni, le tensioni famigliari raggiungono il culmine il giorno in cui Mario uccide il cane della bambina perché ha fatto razzie nel pollaio. Rita decide di andare a vivere con gli Amherst che alla fine la adotteranno. Con il passare del tempo Vito perde ogni contatto con la sorella e si rende conto che non potrà mai entrare a far parte del suo nuovo mondo. Come è già successo con sua madre, neanche Rita viene più nominata in casa Innocente. Vito si allontana sempre di più da suo padre e fugge nel Canada settentrionale. La sua isolata esistenza viene sconvolta quando è costretto a tornare a casa una volta appresa la notizia del suicidio di suo padre. Al funerale, rivede la sorella Rita, ormai diventata una splendida e sensuale diciottenne, con lo stesso temperamento libero e ribelle dell'adorata madre Cristina.
I due fratelli si riavvicinano, ma Rita, in cerca delle sue radici, convince Teresa a farle conoscere il pittore Matthew Bok, il suo padre naturale. Per Vito è l'ennesimo tradimento ed abbandono. Furioso e in cerca di vendetta segue Rita in Italia, dove lei è tornata con il padre ritrovato in cerca del suo passato. Qui Vito è intenzionato a uccidere Bok, l'uomo che vede come responsabile della morte della madre e della fuga della sorella. Ma all'ultimo minuto Teresa, anche lei ritornata in paese, lo dissuaderà dal terribile proposito, rivelandogli il segreto che lo incatenava a un tormentato passato e rendendolo finalmente libero di vivere la sua vita di uomo adulto e consapevole.

## Produzione
Le riprese iniziarono nella primavera del 2003. Le scene di ambientazione italiana sono state girate nel borgo umbro di Macerino.

## Colonna sonora
Le musiche originali sono state composte, arrangiate ed orchestrate da Armando Trovajoli.